# Martina Stoessel
Martina Stoessel művésznevén: Tini (Buenos Aires, 1997. március 21. –) argentin színésznő, énekesnő, táncos és modell, aki ismertségét a Disney Channel Violetta című sorozatában Violetta Castillo szerepének eljátszásával szerezte meg.

## Pályafutása
Szülei: Alejandro Stoessel rendező és producer, Mariana Muzlera. Egy bátyja van, Francisco. Születési dátuma vitatott. Művészeti tanulmányait fiatalon kezdte, éneklést, zongorázást, zenés játékot, zenés színjátszást és táncot tanult.
2009-ben szerepelt a Patito Feo argentin sorozat első évadában Martina szerepében Fito Bernardi egyik asszisztenseként, valamint ugyanebben a sorozatban Leandro barátjának, Annának gyermekkori énjét is eljátszotta.
2011-ben részt vett Shannon Saunders The Glow című dalának spanyol változatában, a Tu Resplandorban, amely a Disney-hercegnők dalainak egyike. Szintén elénekelte ezt a változatot a dél-amerikai Disney Channel 2011. december 31-ei évzáró eseményében, a Celebratónban. A dal később bekerült a műsor válogatásába és a következő év márciusában adták ki.
2011-ben Stoessel elnyerte a főszerepet a Violetta című sorozatban, a dél-amerikai, az európai, a közel-keleti és a dél-afrikai Disney Channel közös produkciójában, ahol Violetta Castillo szerepét játszotta. Stoessel énekli a 2012. április 5-én bemutatott, En mi mundo című bevezetőjét, valamint az olasz (Nel mio mondo) és az angol (In my own world) változatát is. Ezzel a szerepével díjat is nyert: a Kids' Choice Awards Argentina 2012-es „Női Újonc” díját, valamint nevezve lett az USA-beli változatára is, a Nickelodeon Kids' Choice Awardsra is, a „Kedvenc Latin Színésznő” kategóriában.
Ezeken kívül énekelt még egy-két dalt a sorozat albumairól. Szerepelt még a dél-amerikai Disney Channel The U-Mix Show és a Disney Planet című műsoraiban is. 2013-ban megkapta továbbra is ugyanazt a szerepet a sorozatban, valamint a sorozat által ihletett előadás főszerepére is felkérték, sőt, a Szörny Egyetem című film olasz változatában ő adta Carrie hangját is.
2013. augusztus 10-én Stoessel a sorozat többi tagjával szerepelt az UNICEF televíziós jótékonysági rendezvényén, az Un sol para los chicoson, ahol a Ser mejor és az En mi mundo című dalokat adta elő. Ő énekli a Libre soy és az All'Alba sorgerò című dalokat is, az angol Let It Go spanyol és olasz változatát is, mely a Disney animációs filmjének, a Jégvarázsnak a főcímdala.
2015. augusztus 21-én bejelentették, hogy Stoessel szerződést kötött a Hollywood Records-szal.
2017 márciusában elindította első önálló koncertsorozatát, amely a Got Me Started TOUR nevet viseli.
2018 decemberében kezdődött második turnéja, mely a Quiero Volver Tour nevet viseli, Európába 2020-ban jutott el ezzel a turnéval, 2020-ban lett vége.
2020 december 3-án kiadta 3. szólóalbumát amely a Tini Tini Tini nevet viseli.
2023 február 17-én kiadta 4. szólóalbumát ami a Cupido nevet viseli.

## Filmográfia

### Filmek
| Év   | Magyar cím                 | Eredeti cím                        | Szerep                       | Magyar hang    |
| ---- | -------------------------- | ---------------------------------- | ---------------------------- | -------------- |
| 2013 | Szörny Egyetem             | Monsters University                | Carrie Williams (olasz hang) |                |
| 2014 | Violetta: A koncert        | Violetta: La emoción del concierto | Violetta / önmaga            | Csuha Bori     |
| 2015 | Violetta: A színpadon      | Violetta: The Journey              | Violetta / önmaga            | Csuha Bori     |
| 2016 | Tini: Violetta átváltozása | Tini: El gran Cambio de Violetta   | Violetta / Tini              | Csuha Bori     |
| 2019 | Undipofik                  | UglyDolls                          | Moxy (spanyol hang)          | Vágó Bernadett |

### Televíziós szerepek
| Év      | Magyar cím | Eredeti cím                 | Szerep            | Megjegyzések                      |
| ------- | ---------- | --------------------------- | ----------------- | --------------------------------- |
| 2007    |            | Patito Feo                  | Martina           | 1 epizód                          |
| 2012–15 | Violetta   | Violetta                    | Violetta Castillo | Főszerep magyar hangja Csuha Bori |
| 2017    |            | Las Estrellas               | önmaga            | 1 epizód                          |
| 2017    | Soy Luna   | Soy Luna                    | önmaga            | 1 epizód magyar hangja Csuha Bori |
| 2018    |            | La Voz... Argentina         | önmaga            | zsűri 2. évad                     |
| 2019    |            | Pequeños Gigantes Argentina | önmaga            | zsűri                             |
| 2020    |            | Tini: Quiero Volver Tour    | önmaga            | főszerep                          |
| 2020    |            | La Voz                      | önmaga            | segítő                            |

## Diszkográfia

### Dalai
| Cím                                    | Év    | Album          |
| -------------------------------------- | ----- | -------------- |
| En mi mundo                            | 2012. | Violetta       |
| Nel mio mondo                          | 2012. | Violetta       |
| Hoy somos más (Ma többek vagyunk)      | 2013. | Hoy somos más  |
| All You Gotta Do                       | 2016  | TINI           |
| Great Escape                           | 2016  | TINI           |
| Still Standing                         | 2016  | TINI           |
| Got Me Started                         | 2016  | TINI           |
| My Stupid Heart                        | 2016  | TINI           |
| Don’t Cry for Me                       | 2016  | TINI           |
| Finders Keepers                        | 2016  | TINI           |
| Handwritten                            | 2016  | TINI           |
| Sólo Dime Tu                           | 2016  | TINI           |
| Sigo Adelante                          | 2016  | TINI           |
| Si Tu Te Vas                           | 2016  | TINI           |
| Lo Que Tu Alma Escribe                 | 2016  | TINI           |
| Yo me escaparé                         | 2016  | TINI           |
| Princesa (ft. Karol G)                 | 2018  | Quiero Volver  |
| Flores                                 | 2018  | Quiero Volver  |
| Te quiero más (ft. Nacho)              | 2018  | Quiero Volver  |
| Por que te vas                         | 2018  | Quiero Volver  |
| Never ready                            | 2018  | Quiero Volver  |
| Waves                                  | 2018  | Quiero Volver  |
| Love is love                           | 2018  | Quiero Volver  |
| Respirar                               | 2018  | Quiero Volver  |
| Like that                              | 2018  | Quiero Volver  |
| Quiero Volver (ft. Sebastian Yatra)    | 2018  | Quiero Volver  |
| Un beso en Madrid (ft. Alejandro Sanz) | 2020  | TINI TINI TINI |
| Fresa (ft. Lalo Ebratt)                | 2020  | TINI TINI TINI |
| Si Tu supieras                         | 2020  | TINI TINI TINI |
| Tuyo                                   | 2020  | TINI TINI TINI |
| Te olvidaré                            | 2020  | TINI TINI TINI |
| Acércate                               | 2020  | TINI TINI TINI |
| Playa                                  | 2020  | TINI TINI TINI |
| Ella Dice (ft. Khea)                   | 2020  | TINI TINI TINI |
| Duele (ft. John C)                     | 2020  | TINI TINI TINI |
| Recuerdo (ft. Mau y Ricky)             | 2020  | TINI TINI TINI |
| Oye (ft. Sebastian Yatra)              | 2020  | TINI TINI TINI |
| Diciembre                              | 2020  | TINI TINI TINI |
| Sueltate el pelo                       | 2020  | TINI TINI TINI |
| 22 (ft. Greeicy)                       | 2020  | TINI TINI TINI |
| Bésame (I Need You) (ft. R3HAB, Reik)  | 2020  |                |
| Miénteme (ft. Maria Becerra)           | 2023  | Cupido         |
| Maldita Foto (ft. Manuel Turizo)       | 2023  | Cupido         |
| Bar (ft. L-Gante)                      | 2023  | Cupido         |
| Fantasi (ft. Beéle)                    | 2023  | Cupido         |
| La Triple T                            | 2023  | Cupido         |
| Carne y Hueso                          | 2023  | Cupido         |
| La Loto (ft. Becky G, Anitta)          | 2023  | Cupido         |
| El Último Beso (ft. Tiago PZK)         | 2023  | Cupido         |
| Munecas (ft. La Joaqui, Steve Aoki)    | 2023  | Cupido         |
| Cupido                                 | 2023  | Cupido         |
| Te Pido                                | 2023  | Cupido         |
| Beso En Las Rocas                      | 2023  | Cupido         |
| 7 Veces                                | 2023  | Cupido         |
| Las Jordans                            | 2023  | Cupido         |
|                                        |       |                |
|                                        |       |                |
|                                        |       |                |

### Egyéb szereplései
| Cím                      | Év    | Egyéb színész(ek) | Album                 |
| ------------------------ | ----- | ----------------- | --------------------- |
| Tu resplandor(Fényed)    | 2011. | N/A               | Celebratón in Concert |
| Libre soy(Szabad vagyok) | 2013. | N/A               | Frozen                |
| All’alba sorgerò         | 2013. | N/A               | Frozen                |

### Videógráfia
| Zenés videók                                              | Év    | Rendező(k)               | Megjegyzések                               |
| --------------------------------------------------------- | ----- | ------------------------ | ------------------------------------------ |
| Tu resplandor                                             | 2011. | Ismeretlen               |                                            |
| Te creo (Hiszek neked)                                    | 2012. | Jorge Nisco Martín Saban | 1. évad, 2. epizód                         |
| Entre tú y yo (Közötted és köztem)                        | 2012. | Jorge Nisco Martín Saban | 1. évad, 13. epizód                        |
| En mi mundo (Világomban)                                  | 2012. | Jorge Nisco Martín Saban | 1. évad, 15. epizód (az 1. évad főcímdala) |
| Tienes todo (Mindened megvan)                             | 2012. | Jorge Nisco Martín Saban | 1. évad, 23. epizód                        |
| Habla si puedes (Ha tudsz, akkor beszélj)                 | 2012. | Jorge Nisco Martín Saban | 1. évad, 40. epizód                        |
| Junto a ti (Melletted)                                    | 2012. | Jorge Nisco Martín Saban | 1. évad, 66. epizód                        |
| Ven y canta (Gyere és énekelj)                            | 2012. | Jorge Nisco Martín Saban | 1. évad, 70. epizód                        |
| Nel mio mondo                                             | 2012. | Jorge Nisco Martín Saban | csak az olasz Disney Channelen             |
| Hoy somos más (Ma t9bbek vagyunk)                         | 2013. | Jorge Nisco Martín Saban | 2. évad főcímdala                          |
| Nuestro camino (Utunk)                                    | 2013. | Jorge Nisco Martín Saban | 2. évad, 67. epizód                        |
| Si es por amor (Ha ez a szerelem miatt van(               | 2013. | Jorge Nisco Martín Saban | 2. évad, 78. epizód                        |
| Libre soy (Szabad vagyok)                                 | 2013. | Martina Stoessel         | Disney Channel, Frozen                     |
| Siempre Brillarás (Mindig csillogni fogsz)                | 2016  | Hollywood Records, Inc.  | Tini el gran cambio de Violetta (TINI)     |
| Born To Shine                                             | 2016  | Hollywood Records, Inc.  | Tini el gran cambio de Violetta (TINI)     |
| Yo te amo a ti (Én szeretlek téged)                       | 2016  | Hollywood Records, Inc.  | Tini el gran cambio de Violetta (TINI)     |
| Losing the Love                                           | 2016  | Hollywood Records, Inc.  | Tini el gran cambio de Violetta (TINI)     |
| Great Escape                                              | 2016  | Hollywood Records, Inc.  | Tini el gran cambio de Violetta (TINI)     |
| Got Me Started                                            | 2016  | Hollywood Records, Inc.  | Tini el gran cambio de Violetta (TINI)     |
| Si Tu Te Vas (Ha elméssz)                                 | 2016  | Hollywood Records, Inc.  | Tini el gran cambio de Violetta (TINI)     |
| Te Quiero Más feat. Nacho (Jobban szeretlek)              | 2017  | Hollywood Records, Inc.  | Tini el gran cambio de Violetta (TINI)     |
| Princesa feat.Karol G (Hercegnő)                          | 2018  | Hollywood Records,Inc.   |                                            |
| Quiero volver feat. Sebastian Yatra (Vissza akarok térni) | 2018  | Hollywood Records,Inc.   |                                            |
| Por Que Te Vas feat. Cali y El Dandee (Miért méssz el)    | 2018  | Hollywood Records,Inc.   |                                            |

## Fellépései

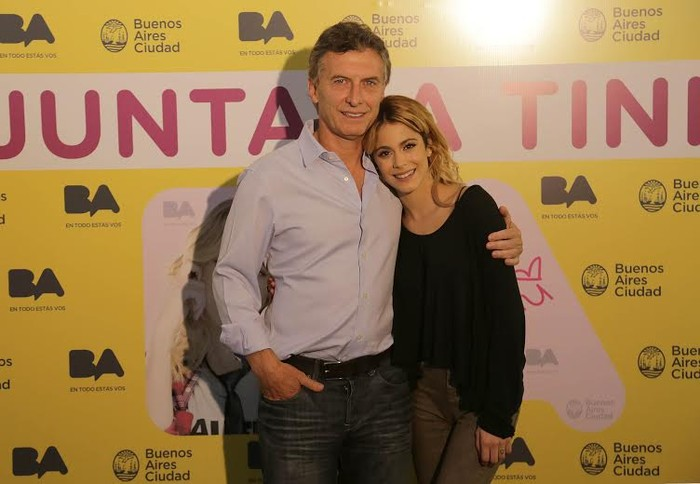
Martina Mauricio Macri, Buenos Aires polgármestere társaságában, 2014. május 2-án, egy ingyenes koncerten való fellépése előtt

- Violetta en Vivo (2013, 2014, 2015)
- Violetta Live: 2015. augusztus 29–30-án Magyarországon adott koncertet, amelyen ott voltak a nagy sikerű Violetta című sorozat szereplői is.
- Got Me Started TOUR: 2017. április 2-án Magyarországon adott egy önálló koncertet.

## Díjak és jelölések
Kids' Choice Awards Argentina
| Év    | Kategória            | Nevezett mű | Eredmény |
| ----- | -------------------- | ----------- | -------- |
| 2012. | Újonc                | Violetta    | Elnyerte |
| 2013. | Kedvenc TV-színésznő | Violetta    | Jelölve  |

Kids' Choice Awards
| Év    | Kategória               | Nevezett mű | Eredmény |
| ----- | ----------------------- | ----------- | -------- |
| 2013. | Kedvenc Latin Színésznő | Violetta    | Jelölve  |

Premios Martín Fierro
| Év    | Kategória | Nevezett mű | Eredmény |
| ----- | --------- | ----------- | -------- |
| 2013. | Újonc     | Violetta    | Elnyerte |

## Fordítás
- Ez a szócikk részben vagy egészben a Martina Stoessel című angol Wikipédia-szócikk fordításán alapul.  Az eredeti cikk szerkesztőit annak laptörténete sorolja fel. Ez a jelzés csupán a megfogalmazás eredetét és a szerzői jogokat jelzi, nem szolgál a cikkben szereplő információk forrásmegjelöléseként.